# Ada Krivic
Ada Krivic (Helena Dequal; partizansko ime Hana), slovenska komunistka, partizanka prvoborka, častnica in političarka, * 17. februar 1914, Dvor, Žužemberk, † 31. julij 1995, Golnik.
Rodila se je v družini učitelja, šolnika in družbenega/ prosvetnega delavca ter aktivista OF Cirila Dequala.Diplomirala je leta 1941 iz zgodovine in geografije na ljubljanski filozofski fakulteti. Članica Komunistične partije Jugoslavije je postala leta 1935. Po okupaciji Kraljevine Jugoslavije je postala aktivistka Osvobodilne fronte. Meseca maja 1942 so jo aretirali italijanski fašisti. Iz zapora je bila rešena junija 1942. Maja 1943 je postala sekretarka okrožnega komiteja Komunistične partije Slovenije v Ljubljani. Februarja 1944 se je pridružila partizanom, kjer je postala članica kontrolne komisije in organizacijska instruktorka centralnega komiteja KPS. Od decembra 1944 je bila sekretarka okrožnega komiteja KPS Novo mesto. Po osvoboditvi je bila med drugim vodja delegacije Slovenskega narodnoosvobodilnega sveta v Beogradu, delavka zvezne državne kontrolne komisije, delavka državne kontrolne komisije v Sloveniji in predsednica Sveta za socialno varstvo v Sloveniji. Ada Krivic je bila nosilka partizanske spomenice 1941. 
Bila je tudi mati slovenskega pravnika in publicista Matevža Krivica in žena pravnika, politika in tožilca Vladimirja Krivica "Matevža"/"Justina".

## Napredovanja
- rezervna majorka JLA (?)

## Odlikovanja
- red zaslug za ljudstvo II. stopnje
- red bratstva in enotnosti II. stopnje
- medalja za hrabrost
- partizanska spomenica 1941